# Gymnasura taprobana
Gymnasura taprobana là một loài bướm đêm thuộc phân họ Arctiinae, họ Erebidae.